# Tyrannochthonius guadeloupensis
Tyrannochthonius guadeloupensis är en spindeldjursart som beskrevs av Vitali-di Castri 1984. Tyrannochthonius guadeloupensis ingår i släktet Tyrannochthonius och familjen käkklokrypare. Inga underarter finns listade i Catalogue of Life.